# Ludwig-Schunk-Stiftung
Pour les articles homonymes, voir Schunk.
La Ludwig-Schunk-Stiftung est une fondation privée inscrite comme association implantée à Heuchelheim, au centre du land de Hesse. Sa création remonte à la date du testament de l’entrepreneur et fondateur d’entreprise Ludwig Schunk (1884–1947). La fondation détient 100 % du capital nominal du Schunk Group.

## Tâches
La fondation doit d’une part remplir des tâches fiduciaires dans le cadre du testament de Schunk, d’autre part elle est propriétaire du capital et, avec l’assistance de la société Schunk GmbH, elle dirige le groupe d’entreprises.
Les tâches fiduciaires sont déterminées par le testament. La Ludwig-Schunk-Stiftung est également liée formellement, de par le préambule et l’objectif du statut, aux obligations correspondantes du testament.
L’encouragement et le soutien d’institutions scientifiques et sociales en font également partie. Pour l’encouragement de la relève scientifique, le prix “Röntgen” pour des sciences physiques est attribué en commun avec la société Pfeiffer Vakuum implantée à Aßlar.
La Ludwig-Schunk-Stiftung assure le rôle de propriétaire du capital et de sociétaire conformément aux prescriptions et statuts légaux. Selon le souhait de Ludwig Schunk, la fondation doit gérer le capital lui ayant été cédé et garantir la perpétuation de l’entreprise Schunk. La garantie prévisionnelle pour l’avenir souhaitée par le défunt étant alors absolument prioritaire. La participation des collaborateurs visée est uniquement possible si le succès des sociétés opérationnelles est durable et garanti à long terme. Ceci constituait pour Ludwig Schunk un souhait prioritaire ainsi que le prouve le testament :
Les moyens mis à disposition par la fondation pour l’accomplissement des tâches sont exclusivement réalisés à partir des gains des sociétés opérationnelles. Pour cette raison, les sociétés opérationnelles doivent, dans le cadre de leurs moyens, faire le maximum pour atteindre et garantir des gains adaptés. La conception concurrentielle des structures de frais et d’organisation en fait également partie.
Les collaborateurs doivent en même temps participer au bénéfice. Ceci était une préoccupation centrale pour Ludwig Schunk. Selon le sens clair et net du testament, des gains doivent toutefois uniquement être versés aux collaborateurs si les ressources pour la garantie de l’avenir sont suffisantes.
Malgré tout l’engament social de Ludwig Schunk, la garantie de l’avenir de l’entreprise était toujours en avant-plan.
La fondation doit assurer ses tâches indépendamment. Elle est uniquement obligée vis-à-vis des prescriptions légales, des contraintes testamentaires et du statut. Dans sa fonction de propriétaire de capital et d’administrateur, elle commande le travail des sociétés opérationnelles. Dans ce cadre, elle est assistée par la société directrice Schunk GmbH, dont le conseil d’administration est occupé de prud’hommes.

## Organes
Les organes de l’association sont la réunion des membres et le comité directeur. L’association comprend douze membres. Au moins la moitié est composée de collaborateurs de l’entreprise Schunk.
Avec l’établissement de la fondation, Ludwig Schunk a posé des jalons optimaux[réf. nécessaire], au-delà de sa mort, pour l’avenir de son œuvre.

## Lien Internet
- Schunk Group

## Sources
Die Ludwig Schunk Stiftung stellt sich vor, firmeneigene Informationsschrift. o. D.